# Alberobello
Alberobello város (közigazgatásilag comune) Olaszország Puglia régiójában, Bari megyében.
A kisváros hírnevét a trullóinak köszönheti, amelyek hengeres vagy négyszögletes alaprajzú épületek, süveges tetővel. Kizárólag kőből építették, mindenféle kötőanyag (habarcs) és fa tartószerkezet nélkül. Kiépülésében II. Giangirolamo Acquaviva conversanói grófnak volt nagy szerepe, aki segítséget nyújtott az itt letelepedő parasztoknak, illetve Apulia más részeiről érkező menekülteknek. Annak érdekében, hogy elkerülje a területén álló házak utáni adó megfizetését, megparancsolta alattvalóinak, hogy csakis olyan épületeket húzzanak fel, amelyeket az adószedők érkezésekor könnyen el lehet bontani, majd távozásuk után gyorsan visszaépíteni. A habarcs nélkül épült trullók tökéletesen megfeleltek elképzeléseinek. Végül azonban fény derült a turpisságra, és a nápolyi király börtönbe záratta a grófot adócsalás vádjával. Alberobello továbbra is a conversanói grófok birtoka maradt, akik kemény kézzel, saját törvényeik szerint uralkodtak. A súlyos adóterhek és sorozatos kegyetlenkedések miatt, a város 1797-ben küldöttséget menesztett a király elé, aki hamarosan aláírta a város szabadságát biztosító dekrétumot.

## Fekvése
Alberobello Baritól délkeletre fekszik a Salentói-félsziget és a Gargano-hegység között félúton, a Murgia-fennsík dombos vidékén. A város központja a Piazza del Popolo tér, amely egy domb tetején épült. Tőle délre található a két történelmi trullo-negyed, a Rione Monti és a Rione Aia Piccola. Őket egy völgy választja el a városközponttól, amelyet a Largo Martellotta tér tölt ki. A Piazza del Popolótól északra modern városrészek találhatók. Alberobellóhoz tartozik egy kis falu, Coreggia, valamint számos erődített tanya, úgynevezett masseria: Marzalossa, Marraffa, Badessa, Cavallerizza Malvischi, Torricella, Muscio, Chietri. Szomszédos települések: Castellana Grotte, Fasano, Locorotondo, Martina Franca, Monopoli, Mottola, Noci valamint Putignano. A Valle d’Itria egyik települése.

## Földtana
Geológiai szempontból a vidéket vastag mészkőrétegek alkotják (a kréta korban rakódtak le, kb. 100 millió évvel ezelőtt), amelyekben a víz számos érdekes karsztjelenséget hozott létre. Ezek közül a leglátványosabb a patakok meredek szurdokvölgye, az úgynevezett gravinák (a helyiek ezeket nevezik még pulónak, vorénak és lamának is). Ugyancsak a víz eróziós munkájának köszönhetően a vidéken számos barlang is található, érdekes cseppkőformációkkal. A mészkő ugyanakkor könnyen kitermelhető és építkezésekhez kiváló alapanyag. Az erősen aprózódott mészkőrétegek miatt a vidéket hívják még Puglia Pietrosának, azaz Köves Apúliának is.
A mészkőrétegeken általában terra rossa (vörösföld) típusú talaj képződött, ami kedvező az olívabogyó-, mandula-, cseresznye- és szőlőtermesztésnek. A település mellett egy nagyobb erdőség található, a Bosco Selva (Vadliget), amely 1985-től védett terület. Ez az erdő volt Alberobello névadója is (Silva aut nemus Arboris belli, azaz a szép (termékeny) fák erdeje vagy ligete). Leggyakoribb növényei a tölgy (molyhos tölgy, magyaltölgy), a bükk és a juhar.

## Éghajlata
Tipikus mediterrán éghajlata van: enyhe telekkel és forró nyarakkal. A legtöbb csapadék november-decemberben, valamint február-márciusban hullik. A Köppen-féle éghajlatosztályozási rendszerben a D osztályba tartozik.
| Hónap                           | Jan. | Feb. | Már. | Ápr. | Máj. | Jún. | Júl. | Aug. | Szep. | Okt. | Nov. | Dec. | Év   |
| ------------------------------- | ---- | ---- | ---- | ---- | ---- | ---- | ---- | ---- | ----- | ---- | ---- | ---- | ---- |
| Átlagos max. hőmérséklet (°C)   | 13,0 | 13,0 | 15,0 | 19,0 | 24,0 | 28,0 | 31,0 | 31,0 | 28,0  | 22,0 | 14,0 | 17,0 | 21,3 |
| Átlagos min. hőmérséklet (°C)   | 4,0  | 5,0  | 6,0  | 9,0  | 12,0 | 16,0 | 18,0 | 19,0 | 16,0  | 12,0 | 8,0  | 6,0  | 11,0 |
| Átl. csapadékmennyiség (mm)     | 46   | 53   | 63   | 36   | 34   | 27   | 27   | 25   | 36    | 60   | 71   | 73   | 551  |
| Forrás: Meteorológiai adatsorok |      |      |      |      |      |      |      |      |       |      |      |      |      |

## Története

### Alapítása
A település kialakulása a conversanói grófok, az Acquavivák nevéhez fűződik, akik a keresztes hadjáratokban való részvételükkel, megszerezték e vidék feletti uralmat. 1480-ban I. Giulio Antonio Acquaviva gróf azt a parancsot kapta a nápolyi királytól, Aragóniai Ferdinándtól, Aragóniai Beatrix magyar királyné apjától, hogy akadályozza meg a törökök partraszállását Otranto mellett. A hadjárat sikerrel járt, a törökök visszavonultak, de a gróf elesett. A királyi jutalmat így fia, Andrea Matteo vette át: ez a Murgia egyik lakatlan területe volt, amelyet Silva vetusissima Arboris Belli (azaz a szép (termékeny) fák öregerdeje) néven ismertek és amely addig Martina Franca hercegeinek birtoka volt. Az ifjú gróf a vidéket Silva aut nemus Alberobellinek (azaz a szép (termékeny) fák ligete) nevezte át, és telepeseket hozott a föld megművelésére.
A kis település, amelynek neve Selva lett, fokozatosan növekedett, 1616-ban már közel kétszázan lakták. A lakóházak a mai Monti negyed területén tömörültek. Gyors fejlődése azonban II. Giangirolamo Acquaviva gróf idejében következett be. Ezt három legendával magyarázzák. Az első szerint Giangirolamo gróf szenvedélyes vadász volt, és gyakran látogatta a vidéket. Meghatódva az itteni emberek egyszerű életvitelén, elrendelte, hogy számára is építsenek itt egy egyszerű házat, illetve az igényeit kiszolgálandó, pékműhelyt és malmot, ezáltal hozzájárulva a település fejlődéséhez. A második feltevés szintén csak szájhagyományok útján maradt fenn. Eszerint a gróf otthont biztosított a Bariból, ortodox vallásuk miatt elüldözött szlávoknak.

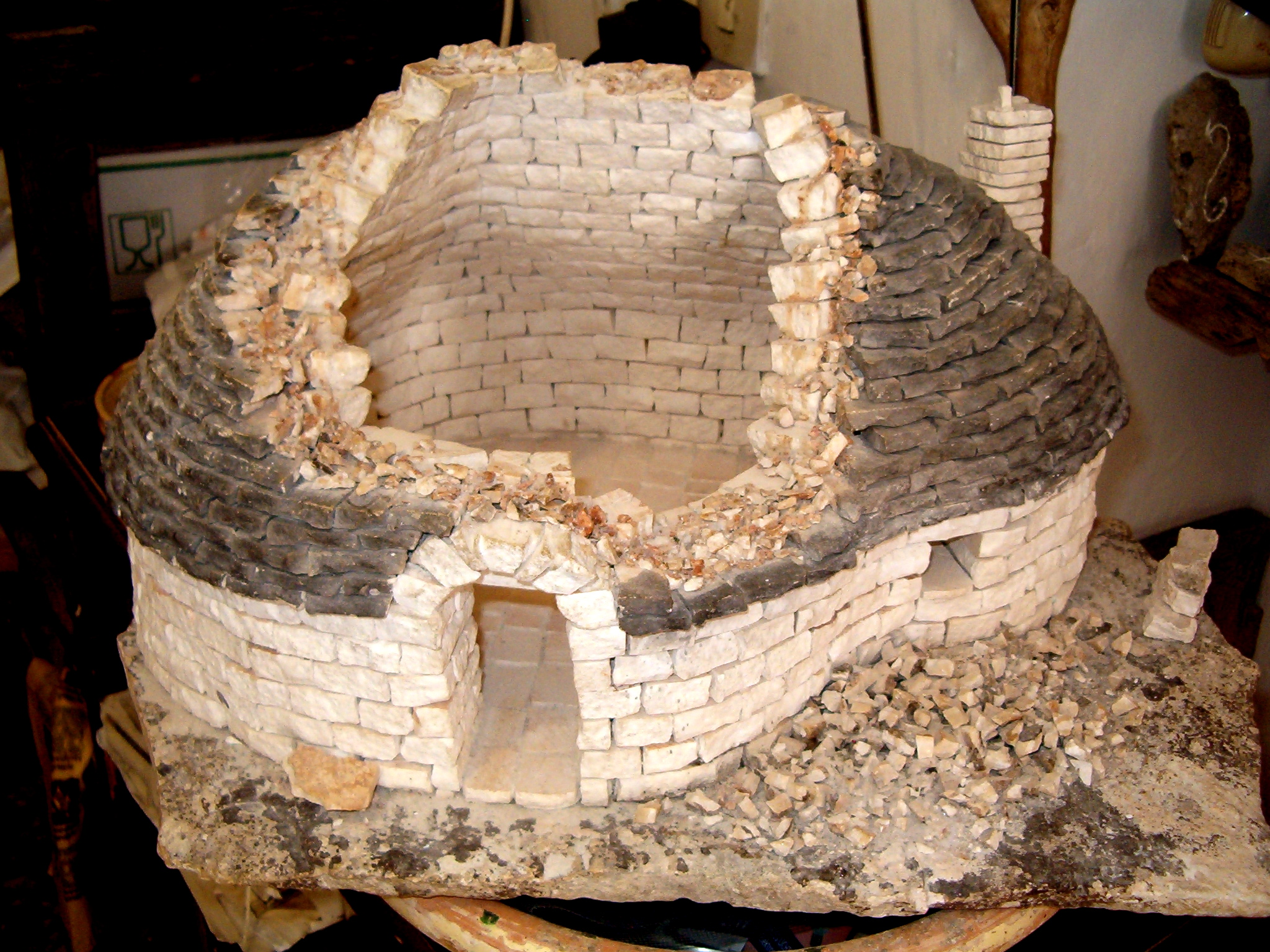
A trullóépítés modellje

A harmadik hipotézis szerint – amelyet a történelmi dokumentumok is alátámasztanak – a település kifejlődésének köze volt a gróf hírhedt adócsalásaihoz, amelyekből segítséget nyújtott az itt letelepedő parasztoknak, illetve a Puglia más részeiről érkező menekülteknek: hosszú lejáratú kölcsönöket adott. Az egyre nagyobb számban letelepedők hozzájárultak a gróf hatalmának és befolyásának növekedéséhez a nápolyi király kárára. Miután a királyi udvar nem nézte jó szemmel az egyes helyi hűbérurak hatalmának növekedését – így a Giangirolamóét sem –, kiadta a Pragmatica de Baronibus című rendeletet, amely kimondta, hogy a hűbéruraknak ezentúl nem a birtokukban levő területek, hanem az egyes területeken lévő házak száma alapján kell adózniuk (ennek a neve decima sui fuochi volt, a.m. tűztized - azaz füstadó). A trullók kedvező lehetőséget jelentettek a gróf számára, hogy kikerülje a rendeletet és becsapja a királyi adószedőket: a trullókat ugyanis száraz építési módjuk miatt könnyen le lehetett bontani, és így elhagyatott törmelékkupac látszatát keltették, majd az adószedők távozása után rövid idő alatt újjá lehetett őket építeni, így a lakosok megmenekültek az adófizetéstől.
1654-ben I. Francesco Caracciolo, Martina Franca hercege irigységében feljelentette a Giangirolamót a nápolyi királynál. A király azonnal vizsgálóbizottságot küldött Alberobellóba. A grófnak nem sikerült időben lebontatnia az épületeket, így fény derült a turpisságra és az adócsalásra. A grófot elfogták, elítélték és Spanyolországban szállították büntetését letölteni. 1665-ben szabadult, azonban sohasem tért vissza, Barcelonában ismeretlen okból meghalt.

### Szabad királyi város
Alberobello továbbra is a conversanói grófok birtoka maradt, akik kemény kézzel, saját törvényeik szerint uralkodtak. A súlyos adóterhek és sorozatos kegyetlenségek miatt a város hét képviselője 1797-ben elhatározta, hogy Nápolyba utazik és panaszt tesz a királynál. Időközben a király Tarantóban tartózkodott, tehát nem kellett a fővárosig utazniuk, de nem sikerült kihallgatást elérniük. Szerencséjükre azonban egy tarantói ügyvéd, Don Nicola Vivenzio felkarolta ügyüket, és összeállított egy részletes beszámolót a grófok tevékenységéről és szokásairól, külön kiemelve, hogy több ízben is megszegték a nemesi hatalmat szabályozó törvényt, a Pragmatica de Baronibust. Ezt 1797. május 15-én küldte el John Acton miniszterelnöknek. A válaszra nem sokat kellett várniuk, május 27-én megérkezett a királyi dekrétum, amelyben IV. Ferdinánd királyi várossá (Città Reggia) nyilvánította Alberobellót. Az immár szabad város lakossága megtartotta az első szabad helyhatósági választásokat (korábban közigazgatásilag a szomszédos Nocitól függött), amelyek győztese Francesco Lippolis lett. Ugyanakkor saját plébániát is alapítottak. A szabadsággal együtt lehetőséget kaptak arra is, hogy cementtel ragasztott téglaházakat építsenek, ezáltal felhagyva az évszázados szárazépítési technikákkal. Az első téglaépületet Francesco d’Amore emelte. A kétemeletes ház homlokzatán a következő felirat olvasható: ex auctoritate regia hoc primum erectum (azaz a király hozzájárulásával húzták fel). A lakosok, hálájuk jeléül a királyról akarták elnevezni városukat Ferdinandinának, az ötletet azonban elvetették, és megmaradt az Alberobello név.

### A brigantaggio

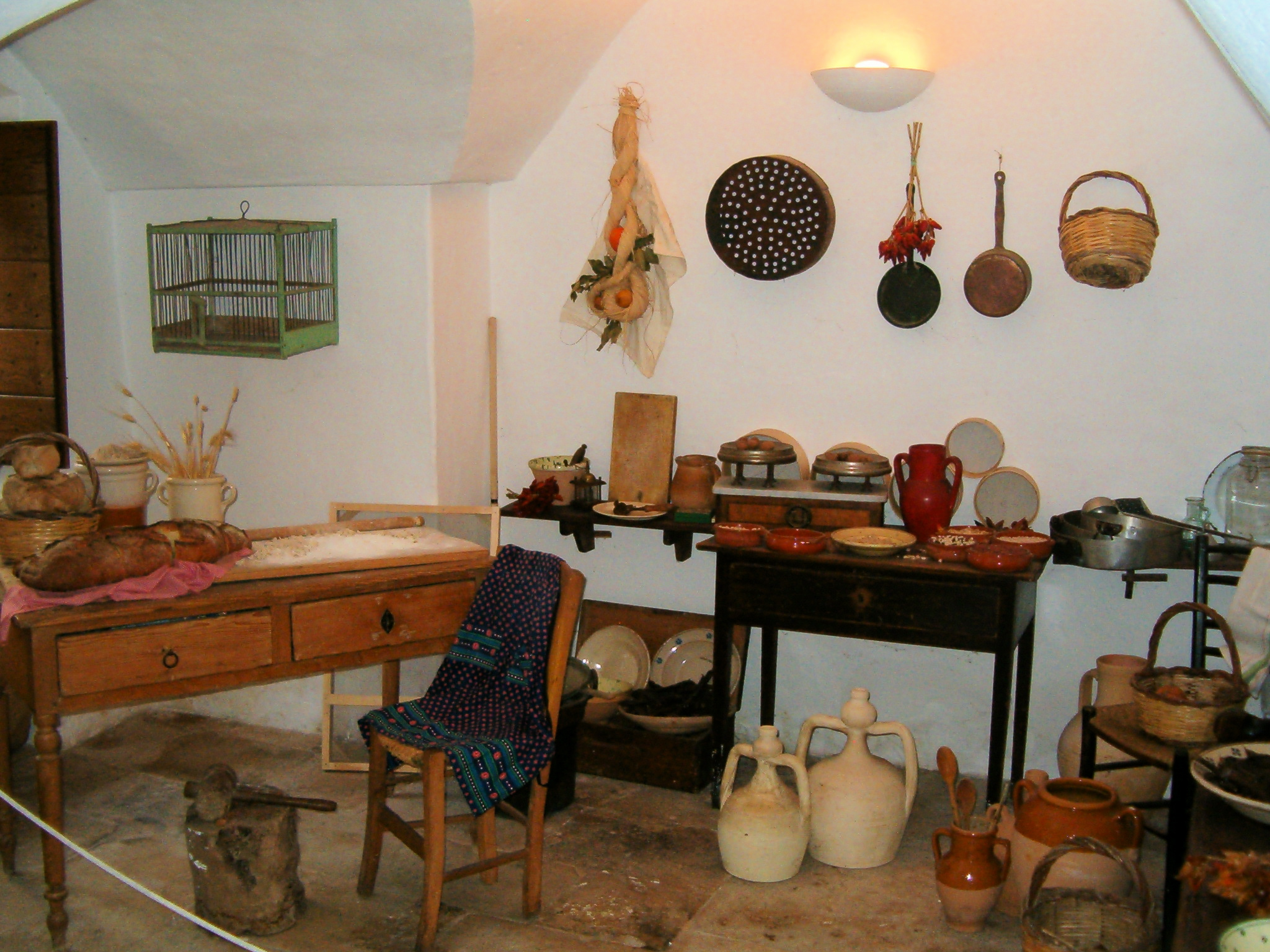
Hagyományosan berendezett trulló

Az úgynevezett brigantaggio-mozgalom kialakulását általában Olaszország egyesüléséhez kötik. Kialakulásának két alapvető oka volt, először is a nápolyi király támogatóinak ellenállása az új, szárd-piemonti uralkodóval szemben, másrészt pedig a mély gazdasági válságba zuhanó déli országrészekben a szegény és reménytelen déli parasztok bandákba verődve fosztogatással próbálták fenntartani magukat. Viszont a jelenség már jóval korábban megjelent a vidéken, hiszen már az 1799-es tiszavirág életű Parthenopéi Köztársaság idején, a királypárti Ruffo kardinálisnak a szervezett brigantik segítségével sikerült visszaállítania a királyi hatalmat a vidéken. Vitantonio Agrusti, a Briganti nella Murgia dei Trulli (Brigantik a trullók Murgiájában) című 1894-es írásában arról írt, hogy a 19. század elején Alberobellóban a hatalmat egy Scannacornacchia nevű „mihaszna, törvényen kívüli gazember” ragadta magához, aki innen zaklatta Giuliantonio Acquaviva conversanói grófot. Ugyancsak Alberobello környékén fosztogatott a Vardarelli testvérek vezette csoportosulás, amely arról lett híres, hogy a szegény lakosokat nem fosztotta ki, és többször is segített rajtuk. Az 1820-as évek elején Ciro Annichiarico bandája tartotta rettegésben a vidéket, aki a családját ért sérelmet megtorlandó (lánytestvérét egy szeminarista barátja megbecstelenítette) választotta az útonálló életmódot. A mozgalom végét az Olasz Nemzeti Gárda 1863-as bevonulása és az utolsó alberobellói betyár, Romano kivégzése jelentette.

### 20. század
A trullók jelentőségét és egyediségét az olasz kormány már 1910-ben elismerte, ekkor a Monti negyedet, 1930-ban pedig az Aia Piccola negyedet nyilvánították műemléknek. A község címerét 1935-ben hagyták jóvá, ez kék alapon egy tölgyet ábrázol, felette két repülő galambbal, a törzsénél pedig egy oroszlánnal viaskodó lovagot. 1996-ban az UNESCO a világörökség részévé nyilvánította a trullókat, azzal az indoklással, hogy régmúlt idők egyedi kultúrája fennmaradásának bizonyítékai, amelyek révén egy sajátos városkép alakult ki Alberobellóban.

## Népessége
A város lakossága 2009. január 1-jén 11 058 fő volt, ebből 5365 férfi és 5693 nő.
A lakosság kor szerinti megoszlása:
- 0–14 év között: 1386 fő (ebből 737 férfi, 649 nő),
- 15–64 év között: 7354 fő (ebből 3635 férfi, 3719 nő),
- 65 év felett: 2318 fő (ebből 993 férfi, 1325 nő).

A lakosság számának alakulása:
2007. december 31-én a városban 2680 bevándorlót tartottak számon. A legtöbben a következő országokból érkeztek:
| - Albánia: 102 fő | - Románia: 38 fő | - Lengyelország: 12 fő |

## Városkép

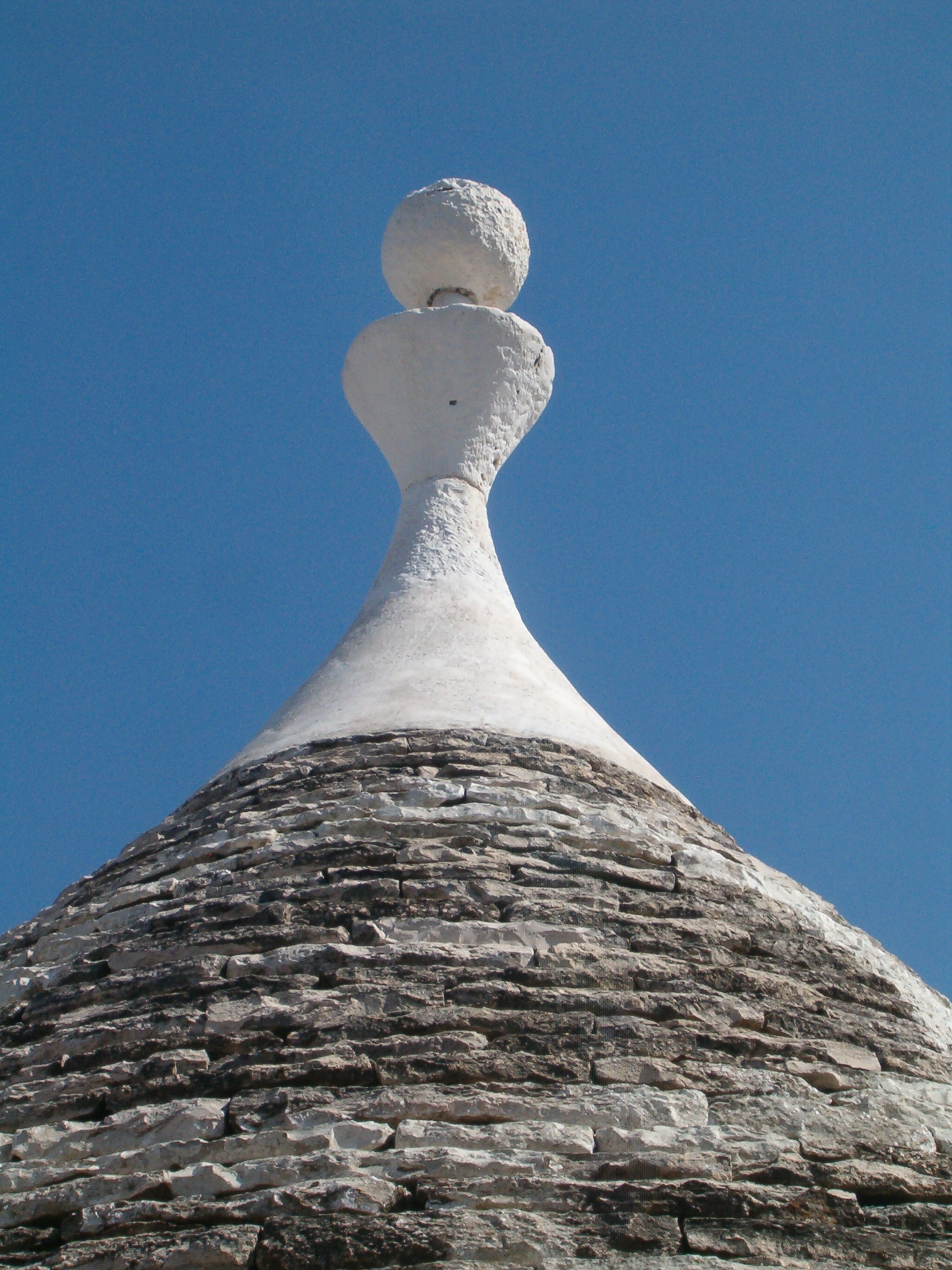
Zárókő

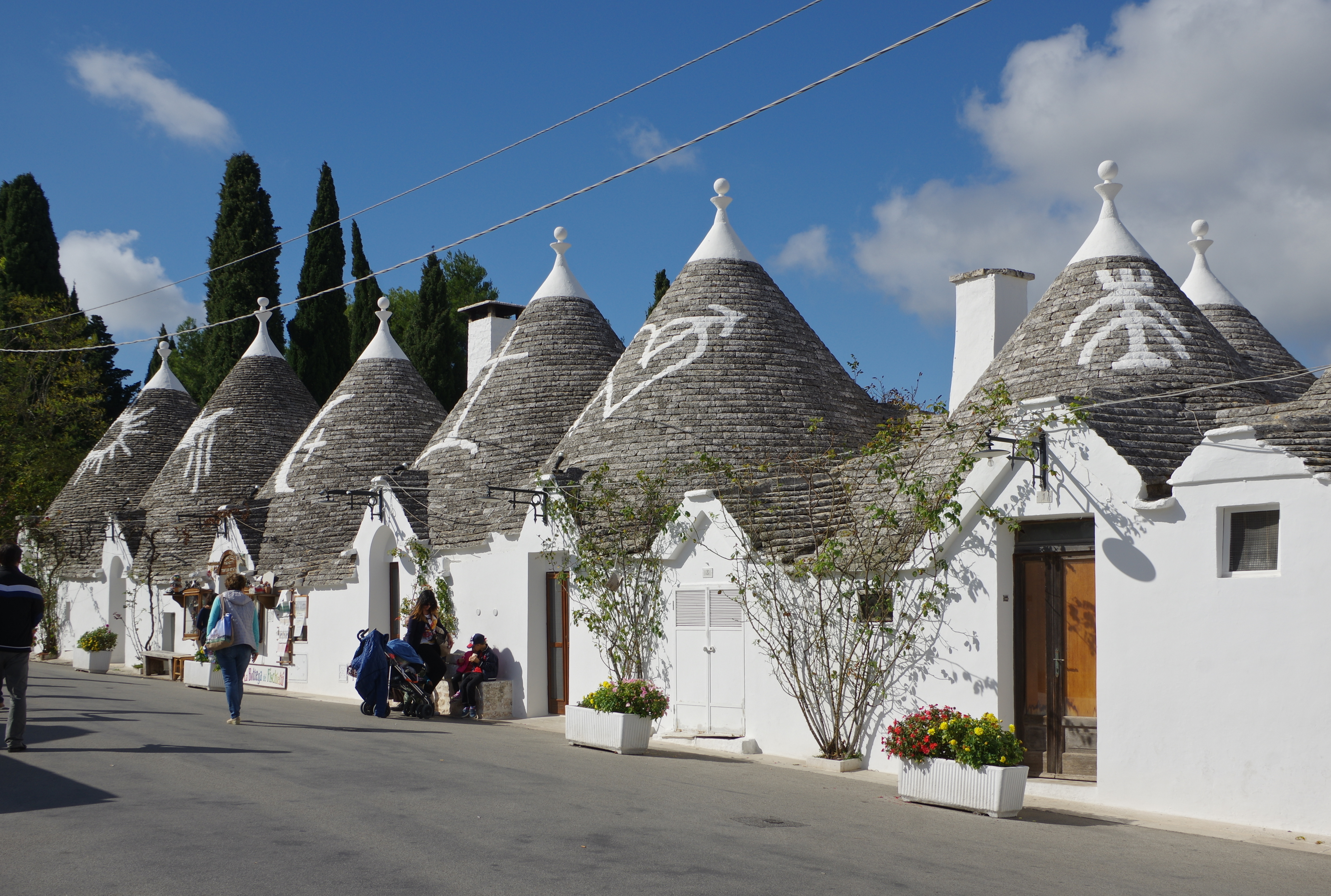
Különböző motívumokkal díszített süvegek

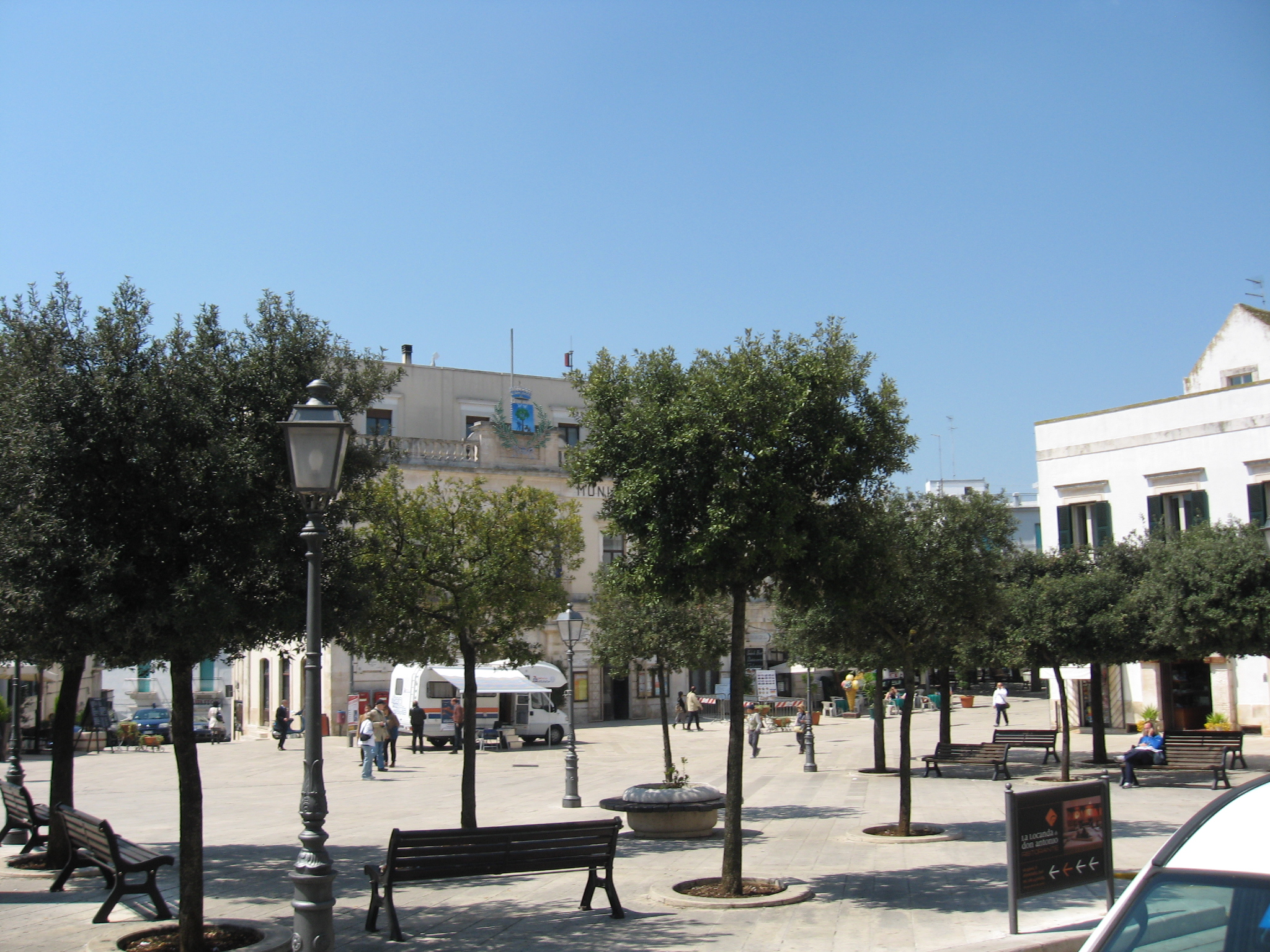
A Piazza del Popolo, a város főtere

A trullo tulajdonképpen egy Alberobellóban és környékén szokásos lakóházforma: kör alaprajzú, hengerfalú, kúpfedelű építmény, kéménye a tető csúcsán van. A sátorkunyhó kőből épített változata. A trullók a kis város egyértelmű nevezetességei, amelyeknek a világörökségi helyszínné való nyilvánítását is köszönheti. A megnevezés etimológiáját illetően több feltételezés is létezik, számos közülük már a képzelet határát súrolva. Egyes kutatók a latin trullus szóból eredeztetik (jelentése torony), amit Paulus Diaconus, 8. századi századi szerzetes már használt a konstantinápolyi császári palota hasonló jellegű kupolájának leírásakor. Az 1800-as évek második felében, Antonio De Simone helyi építész a latin turrula szóból eredeztette a megnevezést, amelynek jelentése torony, utalva ezzel az építmény csúcsos, tornyos alakjára. Kortársa, Orlando De Donno a truddu szóval hozta összefüggésbe, ami tulajdonképpen az olajprés helyi megnevezésre. Azzal indokolt, hogy az épület is hasonlóan körkörös felépítésű, mint a prés. Evelino Leonardi az an-tru-are összetétellel hozza összefüggésbe, aminek jelentése belépni a házba. Giuseppe Notarnicola a görög thóloszból származtatja, amit a mükénéi sírok kupoláinak megnevezésére használtak.
A trullók eredete máig vitatott. Annak ellenére, hogy Alberobellóban az első ilyen építmények a 16. század közepén jelentek meg, a régészek azt valószínűsítik, hogy a helyi lakosok már jóval korábban ismerték ezt az építkezési technikát. Az első trulló Pugliában – a régészeti kutatások szerint – a 10. században épült meg, a szomszédos Castellana területén. Mivel a régió közel feküdt az ókori civilizációs központokhoz (Görögország, Egyiptom), ahol már jóval időszámítás előtt ismerték ezt az építési módszert, a régészek és történészek azt feltételezik, hogy már az i. e. 3 évezredben, amikor az első thesszáliai hajósok elérték Puglia partjait, meghonosodhattak a trullóépítési ismeretek a vidéken.
Maga a trullo primitív építmény képét nyújtja: hengeres vagy négyszögletes alaprajzú épület süveges tetővel. Kizárólag kőből építették, mindenféle kötőanyag és fa tartószerkezet mellőzésével. A látszólag primitív építmény azonban találékony megoldásokkal készült el, s ezek alapján a 20. század moduláris építményei előfutárának is tekinthető. A belső tér általában egy helyiségből áll, a többszobás házak több trullo egybenyitásával alakultak ki.
Az első trullók alaprajza kör volt, ezeket trullo primordialéknek, azaz ősi trullóknak is nevezik. Jellegzetességük a vastag falak, a kis nyílások (ajtó, szellőzőlyukak), illetve az, hogy a boltozat közvetlenül a falak folytatása. A bejárat jellegzetesen trilithon kialakítású, azaz két nagy álló kőoszlopon keresztbe fektetettek egy harmadikat, ami az architráv szerepét töltötte be. A későbbiekben kialakultak a négyszögletű alaprajzú, úgynevezett trullo evolutók, azaz fejlett trullók. Ezek az alaprajz mellett abban különböztek az előbbiektől, hogy a kúp alakú süveg már különálló szerkezeti elemmé vált és a falakra támaszkodott, ezáltal azok is vékonyabbá váltak. Kiemelt szerepet kapott a bejárat, ami egyre monumentálisabbá és kidolgozottabbá vált. A trullók általános jellemzője a vastag falak, amelyek noha a belső tér rovására mennek, mégis nagy haszonnal járnak, hiszen ezáltal csak kisméretű nyílásokat lehet rajtuk vágni (ajtók, ablakok, szellőzők stb.), ami a belső hőháztartás szabályozásában fontos szerepet játszik: télen visszatartja a meleg levegőt, nyáron pedig hűvösen tartja a helyiséget.
A trullók építőanyaga a közeli kőfejtőkből származik. Az építkezés első fázisában a mesterek (caseddarik vagy casellarik) rendszerint egy gödröt ástak a padló alá, amelyet kifalaztak. Ebbe az esővizet gyűjtötték össze házi használatra. A felesleges vizet egy túlfolyón keresztül az utcára vezették ki. Ezt követően a belső falak épültek meg, majd a külső falak. A kettő közötti üreget kőtörmelékkel vagy agyaggal töltötték fel. A belső falakat függőlegesre építették, míg a külsők fönt befelé dőltek, hiszen fontos szerepet játszottak a süveg szerkezetének megtartásában. A fali nyílásokat általában kőből készült szemöldökgerendákkal támasztották ki. Az ajtókeret számára külön boltívet emeltek, szintén kőből. A falak vastagságát szemlélteti, hogy fekvőhelyeket és egyéb fülkéket vágtak beléjük.
Miután készen állt a szoba, hozzáláttak a süveg megépítéséhez, ami az újabb építésű trullóknál négy sarokkövön támaszkodott. Az építőmester ezt követően lapos építőkövekből (chianche) felfelé csökkenő átmérőjű koncentrikus köröket épített. Tulajdonképpen ez a trullók egyik érdekessége, hogy a tető önmegtartó, nincs szüksége tartószerkezetre. A süveg is két részből állt. A külső réteg trapéz alakú lapos kövekből épült fel (chiancarelle vagy chiancole), amelyek a tetőcserép szerepét töltötték be. Az így felépült süveg tetejére került a zárókő, az úgynevezett serraglia, amelyet különbözőképpen díszítettek.
A trullók süvegeire került zárókövek dekoratív szerepet is betöltenek. Általában három részből állnak: egy kúp alakú alapi részből, amely lezárja az épület süvegét, egy laposabb átmeneti elemből, amelynek szerepe a harmadik, tulajdonképpen dekoratív, tehát változó alakú résznek a megtartása. Ez utóbbi lehetett gömb, sokágú csillag, kúp, félgömb stb. alakú. Ezek jelentéstartalma a mai napig ismeretlen, egyes kutatók szerint a lakosság egykoron mágikus erőket tulajdonított nekik, míg mások szerint pusztán az adott trullo építőjének vagy építtetőjének a hiúságát és feltűnési viszketegségét jelképezi, de olyan vélemények is születtek, miszerint ezek termékenységi, fallikus szimbólumok lennének.
A süveg másik jellegzetessége, hogy különböző alakzatokat festettek rájuk. Ennek az ősi szokásnak az eredete sem tisztázott. A festett motívumok lehettek archaikus, kultikus ábrázolások (olajfaág, búzakalász stb.), mágikus töltetű szimbólumok (ötágú csillag, fordított szarvak stb.) esetleg keresztény szimbólumok (Máriás jelképek, keresztek, monstranciák stb.) vagy az állatövi jegyek ábrázolásai.
A trullók nagy része az úgynevezett műemléki zónában (Zona Monumentale) van. Ez két részből áll, a Monti (Rione Monti) és Aia Piccola (Rione Aia Piccola) negyedektől. Az előbbit a város központját jelentő Piazza del Popolótól délre fekvő Largo Martellotta nevű tágas tér választja el, míg az utóbbi a fő tér keleti oldalán kezdődik.

### Rione Monti
A Monti negyed (Rione Monti) a város déli oldalán fekszik a Largo Martellottára lejtő domboldalon. A szintkülönbség 30 méter. Az 1030 trulló többsége a Via Monte Nero és a Via Monte Pasubio utcák köré csoportosul. A főutca, a Via D’Annunizo átszeli a negyedet és a domb tetején álló Sant’Antonio-templomig tart. Az 1900-as évek elején számos új épületet húztak fel, ezáltal rontva a trullók alkotta egységes utcaképet. Neve az első világháború hegyvidéki (olaszul monti) csatáiban elhunyt hősöknek állít emléket, akárcsak az utcanevek: Via Monte Sabotino, Via Monte Pasubio, Via Monte San Gabriele, Via Monte Nero és Via Monte San Marco. 1910-ben nyilvánították védett területnek.
Itt áll az úgynevezett trullo siamese (sziámi trulló), amely tulajdonképpen a város egyetlen összeépített trullója, ugyanakkor egyik legrégebbi építménye. A legendák szerint a házat két fiútestvér örökölte apjától, akik ugyanabba a leányba voltak szerelmesek. A lány az idősebb fivérnek vallott szerelmet, de a fiatalabbikhoz ment hozzá. Mivel azonban a testvérek nem tudtak megállapodni a vagyon elosztásáról, úgy döntöttek, hogy az apai házat egy fallal két részre választják.
A negyed dombján az 1925-ben épült Sant’Antonio-templom trónol, amelynek érdekessége, hogy külalakja alapján több trullóból összeépített épületnek tűnik.

### Rione Aia Piccola
A kisebb Aia Piccola-negyed (Rione Aia Piccola) a városközponttól keletre fekszik egy lankásabb területen, ahol a szintkülönbség nem több öt méternél. A négyszáz trullóból álló negyed sokkal csendesebb, hiszen egyetlen ajándékbolt sem található területén, ami által megőrizte eredeti hangulatát. A neve a 18. század végéről származik. Miután a város egykori magtára kicsinynek bizonyult, újabb, kisebb méretű megépítéséről döntöttek a városnak ezen a részén, így ezt a városrészt a kis szérű (olaszul aia piccola) nevezték el. Itt található a Casa Pezzolla nevű trullóegyüttesben berendezett várostörténeti múzeum. Ugyanakkor itt áll a város legrégebbi fennmaradt trullója is, amelyet az ajtókereten olvasható évszám szerint 1559-ben építettek.

### A városközpont
A modern városközpont a Piazza del Popolo tér. Itt áll az egykori grófi palota, más néven Palazzo Acquaviva, a világháborúk hőseinek emléket állító obeliszk, valamint a tér északkeleti oldalán a Casa d’Amore, amely az első olyan építmény volt Alberobellóban, amelynek építéséhez már engedélyezték a habarcs használatát. A tér északi oldalán indul a város főutcája, a Via Vittorio Emanuele, amely a Santi Medici-bazilikánál ér véget. A bazilika mögött áll a város egyetlen emeletes trullója, az úgynevezett trullo sovrano.

## Kultúra

### Múzeumok
A különböző trullókban berendezett, hagyományos életformát bemutató kis múzeumok mellett a városi múzeum (Museo del territorio) foglalkozik még a város és környékének történelmével és néprajzi vonatkozásaival valamint a trullók építésének technikájával. A Casa Pezzolában berendezett intézmény 1997-ben nyitotta meg kapuit. Időszakos kiállításokat is szerveznek benne.

### Ünnepek és hagyományok

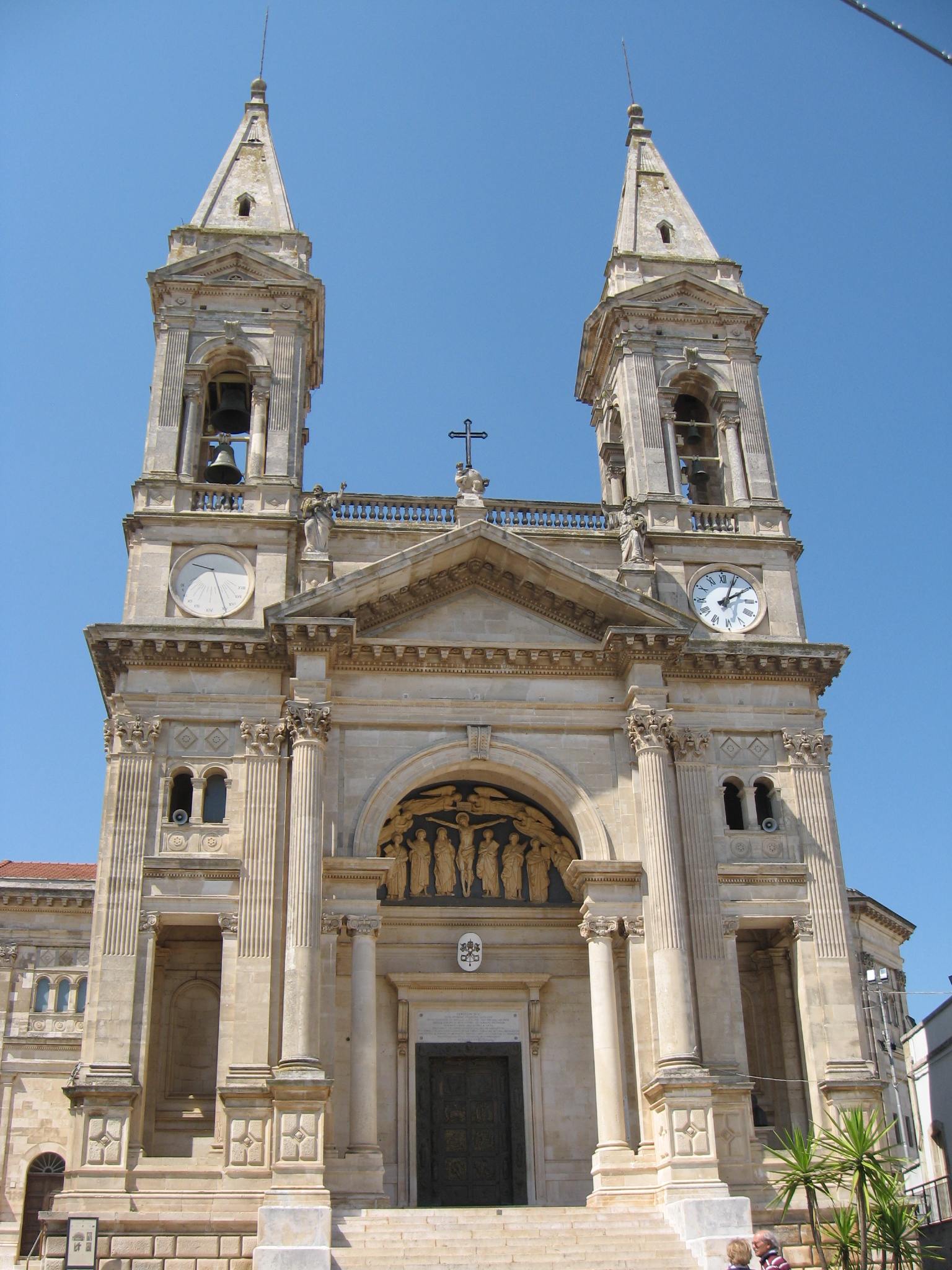
Az Orvosszentek bazilikája

A város védőszentjeinek, Szent Kozmának és Damjánnak az ünnepét minden év szeptembere végén rendezik meg. Az ünnepi misék mellett két alkalommal körmenetet is rendeznek a védőszentek tiszteletére. Az utóbbin a szomszédos települések is részt vesznek egy látványos zászlós felvonulás keretén belül. Az ünnepséghez kirakodóvásár, valamint tűzijáték is tartozik.
A keresztény ünnepekhez kapcsolódik továbbá az élő betlehemes (presepe vivente) hagyomány, amely nemcsak Alberobellóban, hanem más pugliai településeken is él. Lényege, hogy a karácsony és a vízkereszt közötti időszakban a lakosok korabeli viseletet öltenek és eljátsszák Krisztus születésének történetét. A betlehemeshez hasonlóan, a húsvéti nagyhéten a lakosok Krisztus passiójának történetét elevenítik meg (passione vivente).
Történelmi eseményt elevenít fel a zsiványok éjszakája (la notte dei briganti). Ez egy 18. század végi történelmi eseményből ered, amikor a város lakossága szembeszállt a garázdálkodó banditákkal. Közel kétszáz, korabeli viseletbe öltöztetett lakos eleveníti fel a véres harcokat. A város hűbéri uralom alóli felszabadításának ünnepét júliusban rendezik meg, és ennek is az a lényege, hogy korabeli öltözékekbe bújva felelevenítik az eseményt.
Mindezek mellett a városban számos kirakodóvásárt szerveznek, gasztronómiai fesztiválokat, folklórfesztiválokat, elsősorban az idelátogató turisták számára.

## Konyhája
Alberobello konyhája szegényes; a vidéken megtermelt nyersanyagokhoz kötődik. A helyi receptek egyik sajátossága, hogy viszonylag rövid idő alatt elkészíthetők. Az alapösszetevők a friss zöldségek, olívaolaj, valamint a friss fűszernövények. Tipikus helyi recept a cavatiedd'e (orecchiette tészta paradicsommal, caccioricotta sajttal, petrezselyemmel, fokhagymával, szardellával és zsemlemorzsával felszolgálva) valamint a cr’sciàul (lasagna tőkehal raguval). A húsfélék közül elsősorban baromfi- és lóhúst használnak. Ez utóbbit feta sajttal, fokhagymával, vöröshagymával és petrezselyemmel készítik (brasciole). Bárányhúst elsősorban a húsvéti időszakban készítenek. A fave bianche, babpüréhez hasonló, szerény, de tápláló ételkülönlegessége az alberobellói konyhának, amit olívaolajjal és friss zöldségekkel tálalnak. A levesfélék közül helyi specialitás a tőkehal leves zöldségekkel és vad cikóriával (pizzicate). A vidéken termelt édesburgonyát kenyérsütéshez is használják. Különleges desszertek nincsenek. Húsvét környékén gyakran készítik a tarallo nevű sós pereceket. Kedvelt édességnek számít a cukrozott mandula valamint a le pettole, tészta sült burgonyával, cukorral és fahéjjal megszórva.

## Sportja
A városban több sportegyesület működik:
A.S.D. Calcio Alberobello – labdarúgócsapat, a pugliai regionális bajnokságban játszik.
A.S.D. Pallavolo Alberobello-Fasano – kézilabdacsapat, a nemzeti B1-es bajnokságban játszik.
A.S. Basket Alberobello – kosárlabdacsapat, a pugliai regionális bajnokságban játszik.

## Gazdasága

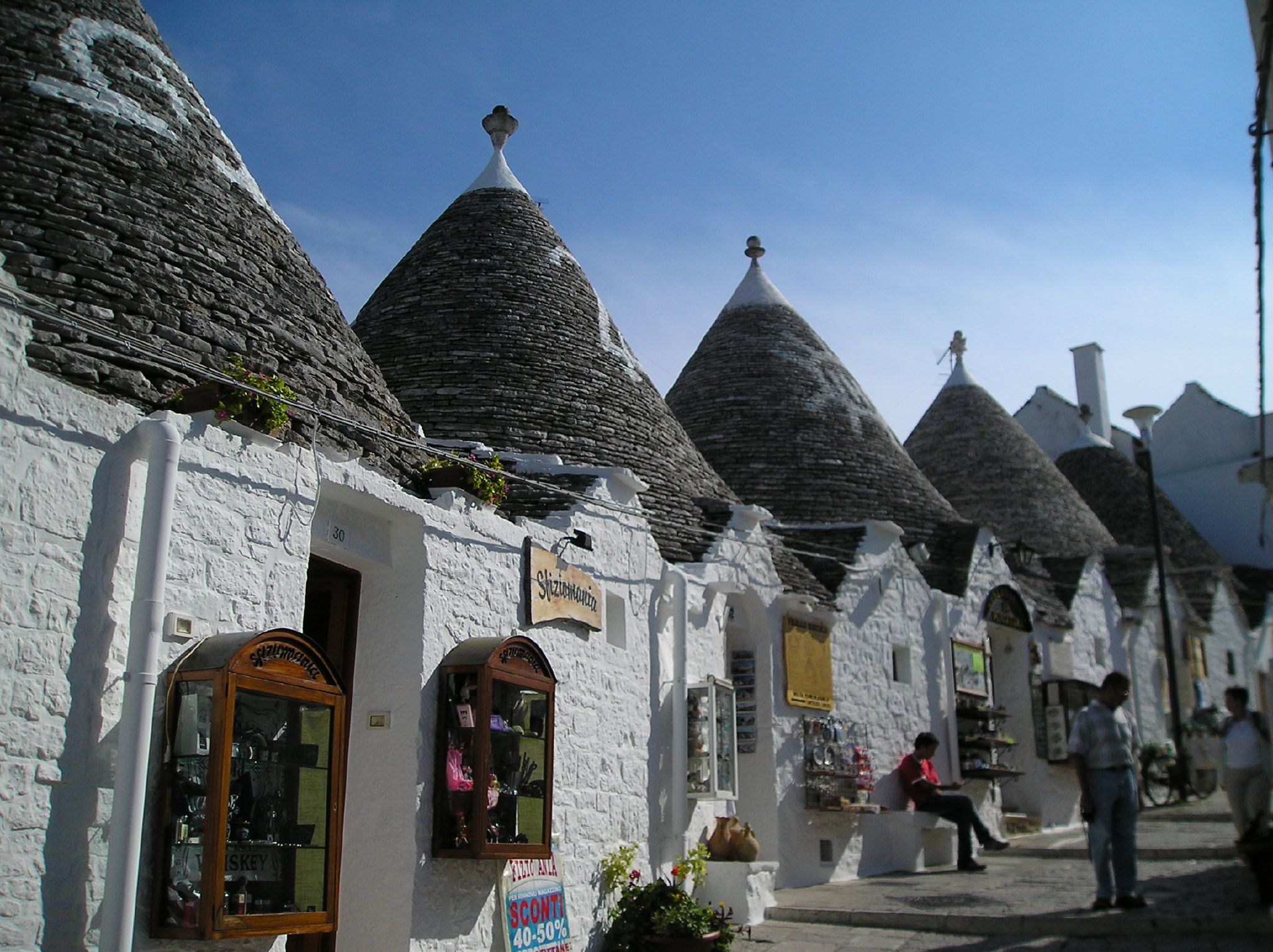
Szuvenírboltok sokasága a Rione Montiban

Alberobello gazdasága a turizmushoz kötődik, hiszen egyike Bari megye és egyben Puglia régió egyik leglátogatottabb településeinek. A munkaképes lakosság nagy része (több mint 75%) a szolgáltatási szektorban és iparban dolgozik. A kézműves manufaktúrák jellegzetes termékei az elsősorban turistáknak szánt festett kerámiák, szőttesek, kő- és fafaragványok. Az ipar elsősorban élelmiszerfeldolgozó üzemek révén van jelen, de működnek kisebb textilipari és bútoripari egységek is területén. A mezőgazdaság, amely elsősorban a gabonatermelésre és gyümölcstermesztésre alapoz, a munkaképes lakosság kevesebb mint 15%-át foglalkoztatja. A munkanélküliségi ráta 15% körül alakul, ami magasabb Bari megye 14%-os átlagánál, de megegyezik Puglia régió 15%-os átlagával.

## Közlekedése
Közvetlen autópálya-összeköttetése nincs. Az A14-es autópálya legközelebbi letérője 32 km-re nyugatra, Gioia del Colle mellett van. Gioia de Colléval az SP239-es megyei út köti össze. Alberobellón áthalad az észak-dél irányú SS172-es főút, amely Barit köti össze Tarantóval. A várost rendszeres autóbuszjáratok kötik össze Puglia más településeivel. Vasúton Bari és Martina Franca felől közelíthető meg. A szerelvényeket a Ferrovie del Sud Est magánvasút-társaság üzemelteti. A legközelebbi repülőterek Bari és Brindisi mellett vannak.

## Híres alberobellóiak
- Antonio Curri (1848–1916), építész, festő.
- Cosmo Francesco Ruppi (1932), leccei érsek.
- Leo Pantaleo (1939), rendező, színész.
- Leonardo Piepoli (1971), kerékpáros (beceneve Il trullo volante, azaz a repülő trullo).

## Testvérvárosai
- Romentino
- Ajosz Anargürói
- Sirakava Go